# Смосюк Роман Олегович
Рома́н Оле́гович Смосю́к (12 жовтня 1988, с. Нападівка, нині Україна — 18 червня 2022, с. Богородичне, Донецька область, Україна) — український військовослужбовець Збройних сил України, учасник російсько-української війни.

## Життєпис
Роман Смосюк народився 12 жовтня 1988 року в селі Нападівці Лановецької громади Кременецького району Тернопільської области України.
25 лютого 2022 року добровільно пішов у військкомат, написав заяву. Деякий період чергував на блокпостах, був у місцевій ТрО; 18 травня того ж року мобілізований. Загинув 18 червня 2022 року під час бойового завдання в с. Богородичне на Донеччині — зазнав поранень, несумісних з життям.
Похований 25 червня 2022 року в родинному селі. Залишилися мама та сестра.

## Нагороди
- Орден «За мужність» III ступеня (30 квітня 2024, посмертно) — за особисту мужність, виявлену у захисті державного суверенітету та територіальної цілісності України, самовіддане виконання військового обов'язку[1].